# Dirty Diana
„Dirty Diana“ је пјесма америчког текстописца и извођача Мајкла Џексона са његовог седмог студијског албума, „Bad“. Издао ју је Епик рекордс 18. априла 1988. као пети сингл са поменутог албума. Пјесма приказује тежи рок звук сличан оном који посједује пјесма „Beat It“ са албум „Thriller“. Продуценти пјесме „“ су били Квинси Џонс и Џексон, који ју је и написао. Текст пјесме говори о групи дјевојкама а њена композиција је умјереног темпа.
„Dirty Diana“ је генерално добила позитивне критике. Пјесма је била такође и комерцијално успјешна широм свијета 1988. године: заузевши прво мјесто на америчкој „Билборд хот 100“ листи и налазећи се међу десет најбољих у Уједињеном Краљевству, Француској, Италији и Новом Зеланду. „Dirty Diana“ је пети и последњи број један сингл са албума „Bad“ који је доспио на врху „Билборда хот 100“. 2009, након Џексонове смрти у јуну, пјесма се поново нашла на топ-листама. Музички спот је снимљен у току пјевачевог концерта и издат је 1988.

## Позадина и композиција
Продуценти пјесме „“ су били Квинси Џонс и Џексон, који ју је и написао. Налази се на пјевачевом седмом студијском албуму, „Bad“, објављеном 1987. са којег је издата као пети сингл. Након „Beat It“, „Dirty Diana“ је била друга хард рок пјесма у његовој соло каријери као и изразита балада са стиховима које говоре изричито о групи дјевојкама. Џексон је унајмио бившег гитаристу Билија Ајдола, Стива Стивенса. Првобитни извјештаји су у то вријеме говорили да је пјесма инспирисана наводном афером између Џексона и његове блиске пријатељице Дајане Рос што је касније демантовано. У интервјуу за специјално издање албума „Bad“, Џонс је изјавио да је пјесма о групи дјевојакама. Џексон је током интервјуа са Барбром Волтерс изјавио да се не ради ни о Принцези Дајани која му је приватно рекла да јој је ово омиљена његова пјесма.
У оцјени албума „Bad“, писац „Лос Анђелес тајмса“, Ричард Кроумлин сматра да је „Dirty Diana“ покушај да се направи још један „Beat It“ и хард рок пјесма о упорној групи дјевојци послата у орбиту Стивенсовим гитара наступом. Стефен Томас Ерлвајн такође сматра „Dirty Diana“ хард рок пјесмом истичући да је она учинила албум савременијим, са више хард рока и хард денса, есецијално водећи порције „Thriller“ ка крајности.
Џон Перлес, писац „Њујорк тајмса“, види „Dirty Diana“ као пјесму о групи дјевојци која прекида наратора састављена сексуалним страхом присутним код „Billie Jean“ и хард рок гитаром присутним код „Beat It“. „Dirty Diana“ је написана у музичком размјеру и креће се ка умјереном темпу од 104 откуцаја у минути. Џексонов вокал се креће у распону од Бб3 до Г5. Инструментација се састоји од гитаре и клавира и одсвирана је у а тоналитету бе-дур лествице.

## Музички спот
Спот је снимљен почетком 1988. године пред публиком током Џексонове  светске турнеје. Спот који траје седам минута режирао је Џо Пајтка. Клип почиње са ријечима на екрану „Пепси представља Џексонову турнеју.“ Испред бијеле позадине за четрдесетак секунди Пепси је написан као лого. Након приказивања црне позадине, видео почиње да приказује самог Мајкла који је приказан из даљине, пред публиком, као једина свијетла тачка на сцени, обасјава га плавичаста свијетлост. У току извођења пјесме док пјева и игра Џексон на себи има бијели капут, и црне панталоне са металним фелнама. Између сцена снимљених иза публике постоје крупни кадрови Џексоновог лица док пјева, као и кадрови његових гитаристкиња које изводе своју тачку иза њега. Џексон тада игра и пјева својим гитаристињама, а затим изводи свој ход мачке и игра поред гитариста. Након тога се Џексонов наступ поново приказује из даљине, и спот се завршава упоредо када и Макјл завршава свој наступ, и свијетла поново поплаве. Спот је освојио Светску музичку награду за најбољи спот у цијелом свијету. Награда је додијељена 14.04.1989. године.

## Извођење
„Dirty Diana“ је изведена током Џексонове  светске турнеје, серија концерата је трајала од 1987. до 1989. године, али само у реваншу као десета пјесма на сет листи. Према Џексоновом интервјуу са Барбаром Волтерс „Dirty Diana“ је била заказана за наступ 1988. године на Вембли стадиону током турнеје, међутим, Џексон је осјетио да би пјесма била увреда за Принцезу Дајану, која је била присутна, тако да је пјесма уклоњена са листе. Након сто га је Дајана обавијестила да је та пјесма заправо једна од њених омиљених, пјесма се поново нашла на листи.
Кореограф који је био задужен за турнеју This Is It, Кени Ортега изјавио је да ће „Dirty Diana“ бити изведена од самог Џексона за вријеме свих концерата од 2009-те до 2010.те године. Ортега је још изјавио да је Џексон вјежбао извођење те пјесме прије него што је умро. Било је планирано да се пјесма изведе прије „Beat It“ .

## Особље
| - Текстописац, аранжер и композитор: Мајкл Џексон - Продуценти: Мајкл Џексон и Квинси Џонс - Водећи и пратећи вокал: Мајкл Џексон - Аранжери ритма: Мајкл Џексон, Џон Барнс и Џери Хеј - Аранжери синтесајзера: Мајкл Џексон, Квинси Џонс и Џон Барнс | - Аранжер гудачких инструмената: Џон Барнс - Вокални аранжман: Мајкл Џексон - Удараљке: Мајкл Џексон - Гитара: Стиви Стивенс |